# Autoaceleración
En química, la autoaceleración, también llamado efecto de gel, efecto Trommsdorff o efecto Trommsdorff-Norrish) es un comportamiento peligroso de ciertas reacciones químicas como las que tienen lugar en algunos sistemas de polimerización por radicales libres, o la descomposición exotérmica de algunas sustancias. Es debida a que la reacción se retroalimenta positivamente pues uno de sus efectos hace crecer uno de los factores que aumentan la velocidad de reacción.

## Autoaceleración en reacciones de polimerización
Es debida a aumentos localizados en la viscosidad del sistema de polimerización que hacen más lentas las reacciones de terminación. La eliminación de los obstáculos de la reacción provoca por lo tanto un rápido aumento en la tasa global de la reacción, dando lugar a una reacción fuera de control y a la posible alteración de las características de los polímeros obtenidos.
La autoaceleración de la tasa global de polimerización por radicales libres se ha observado en muchos sistemas de polimerización en masa. La polimerización del metacrilato de metilo, por ejemplo, se aparta considerablemente del mecanismo clásico cuando la conversión está próxima al 20 por ciento; en esta región, la conversión y el peso molecular del polímero producido se incrementan rápidamente. Este aumento de la polimerización está por lo general acompañado por un gran aumento de la temperatura, si la disipación de calor no es la adecuada. Sin las precauciones adecuadas, la autoaceleración en los sistemas de polimerización podrían ocasionar un fallo del recipiente de reacción o, peor aún, una explosión.

### Causas
R.G.W. Norrish y R. R. Smith, Ernest Trommsdorff, y más tarde, G. V. Schulz y G. Harborth, llegaron a la conclusión de que la autoaceleración debe estar causada por un mecanismo de polimerización totalmente diferente. Razonaron, mediante la experimentación, que una disminución en la tasa de terminación era la base del fenómeno. Esta disminución en la tasa de terminación, cuyo valor viene indicado por el parámetro kt, está causada por la elevada viscosidad de la región de polimerización cuando aumenta la concentración de las moléculas del polímero previamente formado. Antes de la autoaceleración, la terminación de la cadena por combinación de dos cadenas de radicales libres es una reacción muy rápida que se produce con muy alta frecuencia (aproximadamente una de cada 104 colisiones) Sin embargo, cuando las moléculas de polímero son cada vez mayores, con terminaciones de radicales libres activas, y están rodeadas por la mezcla de alta viscosidad que contiene una concentración cada vez mayor de polímero "muerto", la tasa de terminación se ve limitada por la difusión. El movimiento browniano de las moléculas más grandes en la "sopa" de polímero está limitada, y por lo tanto limita la frecuencia de sus colisiones eficaces (de terminación).

### Resultados
Con las colisiones de terminación restringidas, la concentración de las cadenas de polimerización activas y al mismo tiempo el consumo de monómero se eleva rápidamente. Suponiendo que hay abundante monómero sin reaccionar, los cambios en la viscosidad afectan a las macromoléculas, pero no son suficientes como para evitar que moléculas más pequeñas - como el monómero - circulen con relativa libertad. Por lo tanto, las reacciones de propagación del proceso de polimerización por radicales libres son relativamente insensibles a los cambios en la viscosidad. Esto también implica que, en el inicio de la autoaceleración, la tasa global de reacción aumenta en relación con la velocidad de reacción no autoacelerada dada por la siguiente ecuación de la tasa global para la reacción de polimerización por radicales libres:
{\displaystyle R_{p}=k_{p}\cdot [M]\left({\frac {f\cdot k_{d}\cdot [I]}{k_{t}}}\right)^{1/2}}
Aproximadamente, como las reacciones de terminación disminuyen en un factor de 4, la tasa global de reacción puede duplicarse. La disminución de las reacciones de terminación también permite que las cadenas de radicales puedan añadir monómero durante períodos más largos, aumentando el peso molecular promedio de forma espectacular. Sin embargo, el peso molecular promedio en número sólo se incrementa ligeramente, dando lugar a la ampliación de la distribución del peso molecular (índice de polidispersidad alto, producto muy polidisperso).

## Autoaceleración en reacciones exotérmicas
En ingeniería química, el embalamiento térmico o desbordamiento térmico (thermal runaway, en inglés) es un proceso mediante el cual una reacción exotérmica se autoacelera hasta quedar fuera de control, a menudo dando como resultado una explosión. También es conocido en química orgánica como "reacción fuera de control".
El embalamiento térmico se produce cuando la velocidad de reacción aumenta debido a un aumento de la temperatura, lo cual, si la reacción es exotérmica, provoca un nuevo aumento de la temperatura y por lo tanto un mayor aumento en la velocidad de reacción. Este proceso ha sido responsable de ciertos accidentes químicos industriales, en especial el desastre de Texas City en 1947 provocado por la descomposición del nitrato de amonio recalentado en la bodega de un barco, y la liberación desastrosa de un gran volumen de isocianato de metilo gaseoso en una planta de Union Carbide en Bhopal, India, en 1984. El embalamiento térmico es también una preocupación durante el hidrocraqueo, un proceso típico en las refinerías de petróleo. El embalamiento térmico puede ser consecuencia de alguna reacción exotérmica secundaria que comenzará a temperaturas más altas, después de un inicial sobrecalentamiento accidental de la mezcla de reacción. Este escenario estaba también detrás de la catástrofe de Seveso, donde el embalamiento térmico calentó una reacción a temperaturas tan altas que además de producir el previsto 2,4,5-triclorofenol, se produjo también la muy venenosa 2,3,7,8-tetraclorodibenzo-p-dioxina, y se esparció al medio ambiente después de que estallara el disco de rotura del reactor.
Ciertas sustancias que sufren descomposiciones exotérmicas, como la antes citada nitrato de amonio, o el peróxido de hidrógeno, deben ser producidas, manejadas y almacenadas por debajo del punto de descomposición  o de la llamada temperatura de descomposición autoacelerada (TDAA), para evitar estos peligrosos procesos. Esto conlleva, a veces, el mantenimiento en frío de estos productos como el cloruro de sulfonilo, que sufre embalamiento térmico a temperatura ambiente.